# Telluride Film Festival

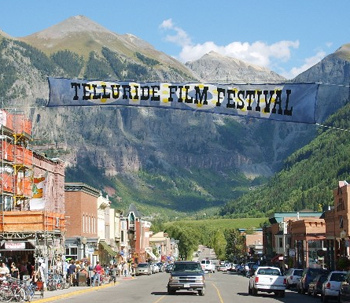
Telluride Film Festival (2011)

Das Telluride Film Festival findet seit 1974 jährlich in Telluride, Colorado, statt.

## Geschichte
Die Idee zur Umsetzung eines Filmfestivals in Telluride geht auf den Filmrestaurator James Card (1915–2000) zurück. Nachdem Card 1973 das renovierte Sheridan Opera House in Telluride besichtigt hatte, konnte er das Ehepaar Bill und Stella Pence sowie Tom Luddy zur Umsetzung der ersten Veranstaltung überzeugen. Card hatte ursprünglich hauptsächlich Aufführungen in Vergessenheit geratener und nur schwer zu findender Filme geplant. Von 1977 bis 1988 war der Filmhistoriker William K. Everson (1929–1996) neben Luddy und Pence dritter Co-Director des Festivals. Seit seinem Rücktritt wird diese Stelle jährlich von wechselnden Guest Directors besetzt, darunter Donald Richie (1988), Errol Morris (1989), Laurie Anderson (1991), John Boorman (1993), Peter Bogdanovich (1998), Peter Sellars (1999), Salman Rushdie (2001), Stephen Sondheim (2003), Don DeLillo (2005), Slavoj Žižek (2008), Alexander Payne (2009), Michael Ondaatje (2010), Guy Maddin und seine Frau Kim Morgan (2014) und Rachel Kushner (2015).
Auf dem ersten Festival, das am 30. August 1974 begann, wurde unter anderem ein restaurierte Version des Stummfilms … aber das Fleisch ist schwach aus dem Jahr 1928 gezeigt. Dessen Hauptdarstellerin Gloria Swanson war ebenfalls vor Ort und wurde als erste Preisträgerin der Telluride Film Festival Silver Medallion für ihr Lebenswerk geehrt. Zwei weitere Preisträger in diesem Jahr waren Francis Ford Coppola und Leni Riefenstahl. Jährlich werden seither drei Preisträger ausgezeichnet und seit 1995 wird eine vierte Medaille als Sonderpreis an Personen oder Organisationen verliehen, die sich außerhalb der Branche um die Filmkunst verdient gemacht haben.
Neben der Präsentation von Klassikern werden beim Telluride Film Festival auch jährlich neue Filme als Welt- oder US-Premieren gezeigt, wobei auch kleinere, obskure Filme vertreten sind.
Zu den Besonderheiten des Festivals zählen die hohen Eintrittspreise (im Jahr 2015 betrug der Preis für den Festivalpass 780 US-Dollar), die auch von Pressevertretern bezahlt werden müssen, und die Tatsache, dass das Programm nicht im Voraus bekanntgegeben wird.
Im gleichen Ort findet alljährlich mit dem Mountainfilm in Telluride seit 1979 ein weiteres Filmfestival statt.